# Едвард Кронджагер
Едвард Кронджагер (англ. Edward Cronjager, 21 березня 1904 — 15 червня 1960) — американський кінооператор.

## Біографія
Едвард Кронджагер народився 3 березня 1904 року в Нью-Йорку.
Дебютував у 1925 році оператором в комедійному вестерні режисера Грегорі Ла Кава «Жіноча робота». Брав участь у зйомках понад ста двадцяти фільмів. Сім разів номінувався на здобуття премії «Оскар», в 1944 році в обох номінаціях — за найкращу роботу оператора в кольоровому і чорно-білому фільмах.
Раптово помер від інфаркту міокарда 15 червня 1960 року в Голлівуді.

## Вибрана фільмографія
- 1931: Сімаррон / Cimarron
- 1938: Продовжуй сміятись / Keep Smiling
- 1938: Острів на небесах / Island in the Sky
- 1939: Все відбувається вночі / Everything Happens at Night
- 1941: Серенада сонячної долини / Sun Valley Serenade

## Номінації
- Премія «Оскар» за найкращу операторську роботу («Сімаррон», 1931)
- Премія «Оскар» за найкращу операторську роботу в чорно-білому фільмі («Серенада сонячної долини», 1941)
- Премія «Оскар» за найкращу операторську роботу в кольоровому фільмі («До берегів Триполі», 1942)
- Премія «Оскар» за найкращу операторську роботу в чорно-білому фільмі («Щуролов», 1942)
- Премія «Оскар» за найкращу операторську роботу в кольоровому фільмі («Небеса можуть почекати», 1943)
- Премія «Оскар» за найкращу операторську роботу в кольоровому фільмі («Будинок в Індіані», 1944)
- Премія «Оскар» за найкращу операторську роботу в кольоровому фільмі («Кораловий риф», 1953)